# Npm
npm es el sistema de gestión de paquetes por defecto para Node.js, un entorno de ejecución para JavaScript, bajo Artistic License 2.0.

## Visión general
Desde la versión 0.6.3 de Node.js npm es instalado automáticamente con el entorno. npm se ejecuta desde la línea de comandos y maneja las dependencias para una aplicación. Además, permite a los usuarios instalar aplicaciones Node.js que se encuentran en el repositorio. npm está escrito enteramente en JavaScript y fue desarrollado por Isaac Z. Schlueter a raíz de la frustración que experimentó mientras trabajaba con CommonJS y considerando las deficiencias de otros proyectos similares como PHP (PEAR) y Perl (CPAN).

## Nombre
En noviembre de 2014, Collin Winter escribió en GitHub que "npm" no es una abreviatura para "Node Package Manager", sino un retroacrónimo recursivo para "npm is not an acronym". Aun así, en el archivo README.md encontrado en npm-0.0.1 se puede leer en la primera línea: "The Node Package Manager".

## Compañía
La compañía encargada de distribuir el software tiene el nombre de Npm, Inc. con sede central en Oakland, California, Estados Unidos. El Director ejecutivo Bryan Bogensberger entró a la compañía en julio de 2018 resignado en septiembre del año 2019. Después de su resignación, la cofundadora de Npm, Inc. Laurie Voss renuncia en julio de 2019. El 17 de marzo de 2020 GitHub una filial de Microsoft anuncia la adquisición de la empresa Npm, Inc. junto con el software escrito en JavaScript.